# Amelia (Luisiana)
Amelia es un lugar designado por el censo ubicado en la parroquia de St. Mary en el estado estadounidense de Luisiana. En el Censo de 2010 tenía una población de 2459 habitantes y una densidad poblacional de 335,37 personas por km².

## Geografía
Amelia se encuentra ubicado en las coordenadas 29°39′48″N 91°6′39″O / 29.66333, -91.11083. Según la Oficina del Censo de los Estados Unidos, Amelia tiene una superficie total de 7.33 km², de la cual 6.66 km² corresponden a tierra firme y (9.11%) 0.67 km² es agua.

## Demografía
Según el censo de 2010, había 2459 personas residiendo en Amelia. La densidad de población era de 335,37 hab./km². De los 2459 habitantes, Amelia estaba compuesto por el 43.59% blancos, el 9.03% eran afroamericanos, el 1.5% eran amerindios, el 18.63% eran asiáticos, el 0.12% eran isleños del Pacífico, el 23.3% eran de otras razas y el 3.82% pertenecían a dos o más razas. Del total de la población el 36.48% eran hispanos o latinos de cualquier raza.